# Marena (Mali)
Pour les articles homonymes, voir Marena.
Maréna est un gros village malien, située dans le département de  Tringa, dans le chef-lieu de la Commune de Tringa, dans le cercle de Yélimané dans la région de Kayes au sud-est Malienne.

## Source
- (en) Cet article est partiellement ou en totalité issu de l’article de Wikipédia en anglais intitulé « Marena, Yélimané » (voir la liste des auteurs).